# Dentro e fuori (Tormento)
Dentro E Fuori è un album in studio del rapper italiano Tormento, pubblicato il 2 giugno 2015 dalla Thaurus Music.

## Tracce
1. Tutto cambia – 3:32
2. Dentro e fuori – 4:03
3. In equilibrio – 2:50
4. Stai al gioco (feat. Emis Killa & Coez) – 3:44
5. Segreti – 3:12
6. Anime inquiete (feat. Gué Pequeno) – 3:48
7. Alba – 3:12
8. Non smettere – 3:05
9. Cielo e terra – 1:14
10. Corto circuito – 2:58
11. Hai portato via (feat. P-Funking Horns) – 3:04
12. Carte coperte (feat. Parix) – 3:19
13. Terre aride – 4:10
14. Il mondo dai tuoi occhi – 4:04
15. La strada per la felicità – 3:45
16. Fragile – 3:32